# Elia Interguglielmi
Elia Interguglielmi (* 1746 in Neapel; † 16. Mai 1835 in Palermo) war ein Maler des Spätbarock und Neoklassizismus auf Sizilien.

## Leben
Interguglielmi ist erstmals 1762 als Gehilfe von Giuseppe Bonito und Antonio Dominici dokumentiert. Spätestens ab 1767 ging er nach Palermo, wo er in der Kirche Sant’Anna la Misericordia Szenen aus dem Leben der Heiligen Anna malte, die stark vom palermiatischen Maler Vito D’Anna beeinflusst sind. Die 1782 entstandenen Fresken aus dem Leben der Jungfrau Maria in der nähern sich der neapolitanischen Kunst, insbesondere der von Luca Giordano und Francesco Solimena an.
Zwischen 1780 und 1810 dekorierte er zahlreiche Paläste und Villen in Palermo und der näheren Umgebung mit Fresken. Interguglielmi wurde zu einem der führenden Maler des Übergangs vom Spätbarock zum Klassizismus. In seinem späteren Werk ließ er sich von den archäologischen Entdeckungen in Pompeji und Herculaneum beeinflussen.

## Werke (Auswahl)
- Sant’Anna la Misericordia (Palermo): Fresken aus dem Leben der heiligen Anna (1767)
- Santa Maria degli Agonizzanti (Palermo): Fresken mit Szenen aus dem Leben der Jungfrau Maria (1782)
- Chiesa dei Quattro Coronati (Palermo): Tafelbild Madonna, Kind und heilige Kapuziner
- Palazzo Santa Croce Sant Elia (Palermo): Fresken um 1790
- Palazzo Gangi-Valguarnera (Palermo): Fresken (1792)
- Palazzo Mirto (Palermo): Fresken (1793)
- Palazzo Coglitore (Palermo): Fresken (1796)
- Villa Spedalotto (Bagheria): Fresken (um 1793)
- Villa Valguarnera (Bagheria): Fresko Triumph des tugendhaften Fürsten (1795–1790)
- Villa Comitini-Trabia (Bagheria): Fresken (1796–1797)